# Мечеть Нигматуллы Хаджи
Мечеть имени Нигматуллы Хаджи — мусульманская религиозная организация Тюменской области. Располагается в селе Ембаево недалеко от Тюмени.

## История
Исламский комплекс мечети и медресе был построен в Юртах Ембаевских Бухарской инородческой волости Тюменского уезда был построен бухарским купцом Нигматуллой Кармышаковым-Сейдуковым в 1884—1888 гг. полностью на свои средства. Он открыл и за свой счёт финансировал «Магометанское духовное училище», оплачивая как проживание шакирдов, так и работу учителей. Здание мечети было выстроено по проекту лютеранина прусского происхождения Готлиба Цинке.
После Октябрьской Революции 1917 г. «Магометанское духовное училище» было переименовано в Учительскую семинарии имени Нигматуллы Кармышакова-Сейдукова. В 1920 г. училище подверглось разгрому — из него были вывезена и частично сожжена библиотека, часть которой уцелела и оказалась в музее атеизма в Тюмени, а затем — в краеведческом музее, в котором сейчас и находится. Сама мечеть была закрыта, а в её здании затем располагались правление колхоза, молокозавод, дворец пионеров, музыкальная школа.
В 1989 г. мечеть была возвращена верующим. В начале 1990-х гг. в ней начало работать медресе имени Нигматуллы-хаджи Кармышакова при Духовном управлении мусульман Тюменской области.
В настоящее время исламский комплекс состоит из соборной мечети и зданий бывших медресе, библиотеки, гостиницы, столовой, кухни. Существовало также здание конюшни, которое не сохранилось. Существуют планы открыть на территории комплекса филиал Российского исламского университета (Казань), для чего предполагается построить дополнительные здания в едином стиле с уже существующими зданиями.
В июле 2012 г. в мечети проходил семинар имамов мусульманских организаций, входящих в состав Духовного управления мусульман Тюменской области.